# Indicatif régional 908

Carte de l'État du New Jersey avec les territoires de ses indicatifs régionaux. L'indicatif régional 908 est en bleu.

L'indicatif régional 908 est l'un des indicatifs téléphoniques régionaux de l'État du New Jersey aux États-Unis. Cet indicatif couvre un territoire situé dans le nord de l'État.
La carte ci-contre indique en bleu le territoire couvert par l'indicatif 908.
L'indicatif régional 908 fait partie du Plan de numérotation nord-américain.

## Source
- (en) Cet article est partiellement ou en totalité issu de l’article de Wikipédia en anglais intitulé « Area code 908 » (voir la liste des auteurs).